# Дельта реки

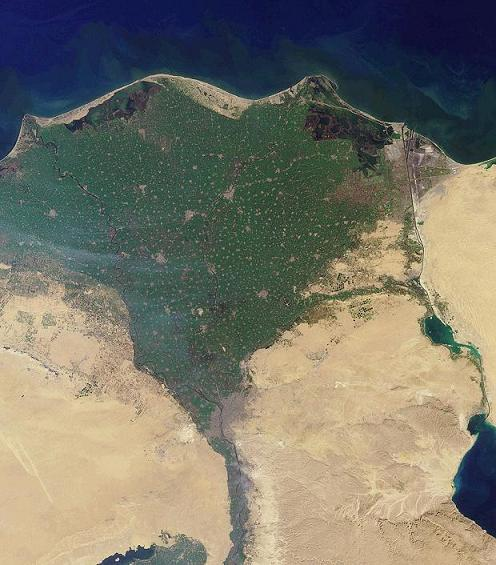
Фотография дельты Нила из космоса

Де́льта реки — как правило, район устья реки, где река впадает в озеро, море или океан, разветвляясь на множество рукавов и протоков. Дельта, находящаяся не у устья реки, а, например, в среднем или верхнем её течении, называется внутренняя дельта. Дельты зачастую представляют собой особую экосистему в бассейне реки.
Противоположность дельте представляет собой эстуарий — однорукавное, воронкообразное устье реки, расширяющееся в сторону моря. Классическими эстуариями обладают такие реки, как Амазонка (широкий, расположен после дельты), река Святого Лаврентия, Темза, Днестр, Енисей (Енисейский залив), Обь (Обская губа), Амур (также опресняет Амурский лиман).

## Этимология названия
Название происходит от Дельты Нила, которая имеет треугольную форму. Для её обозначения стали использовать заглавную букву дельта греческого алфавита, также имеющую треугольную форму.

## География и геология
Дельта образуется в результате взаимодействия речного стока, стока наносов, морского волнения, приливов и сгонно-нагонных течений.
Дельты рек, впадающих в относительно спокойные водоёмы, достигают гигантских размеров:
- Ганга — 105,6 тыс. км²;
- Амазонки — 100 тыс. км²;
- Лены — 45,5 тыс. км²;
- Меконга — 40,6 тыс. км²;
- Инда — 41,4 тыс. км²;
- Миссисипи — 28,6 тыс. км²;
- Нила — 24 тыс. км²;
- Волги — 19 тыс. км².

### Дельта Амазонки
Дельта Амазонки, например, начинается примерно в 350 км от Атлантического океана. Несмотря на древний возраст, она не выдвинулась в океан за пределы коренных берегов. Причиной этого является, очевидно, деятельность приливов и отливов, влияние течений, а также опускание береговой линии. Хотя река и выносит в океан огромные массы обломочного материала, процессу нарастания дельты препятствуют все перечисленные явления. Подобная ситуация характерна и для некоторых северных российских рек — Амура, Оби, Таза, Пура и других. По той же причине наличие и размер дельты почти не зависит от длины реки: Салуин, который на 300 километров длиннее Иравади, в отличие от Иравади, практически не образует дельты. Дельту образует даже Нева, длина которой 71 км.

### Дельты рек России
Значительное количество рек России имеют крупные дельты с хорошо развитой аллювиальной (наносной) деятельностью. Типичными примерами служат, помимо вышеназванных Волги и Лены, дельты рек Селенги, Терека, Кубани, Северной Двины, Невы. Российские дельты, особенно в южных регионах, характеризуются хорошо развитыми плавнями, отличаются богатством растительного, животного мира, и особенно ценны своими рыбохозяйственными ресурсами.

### Дельты рек стран СНГ

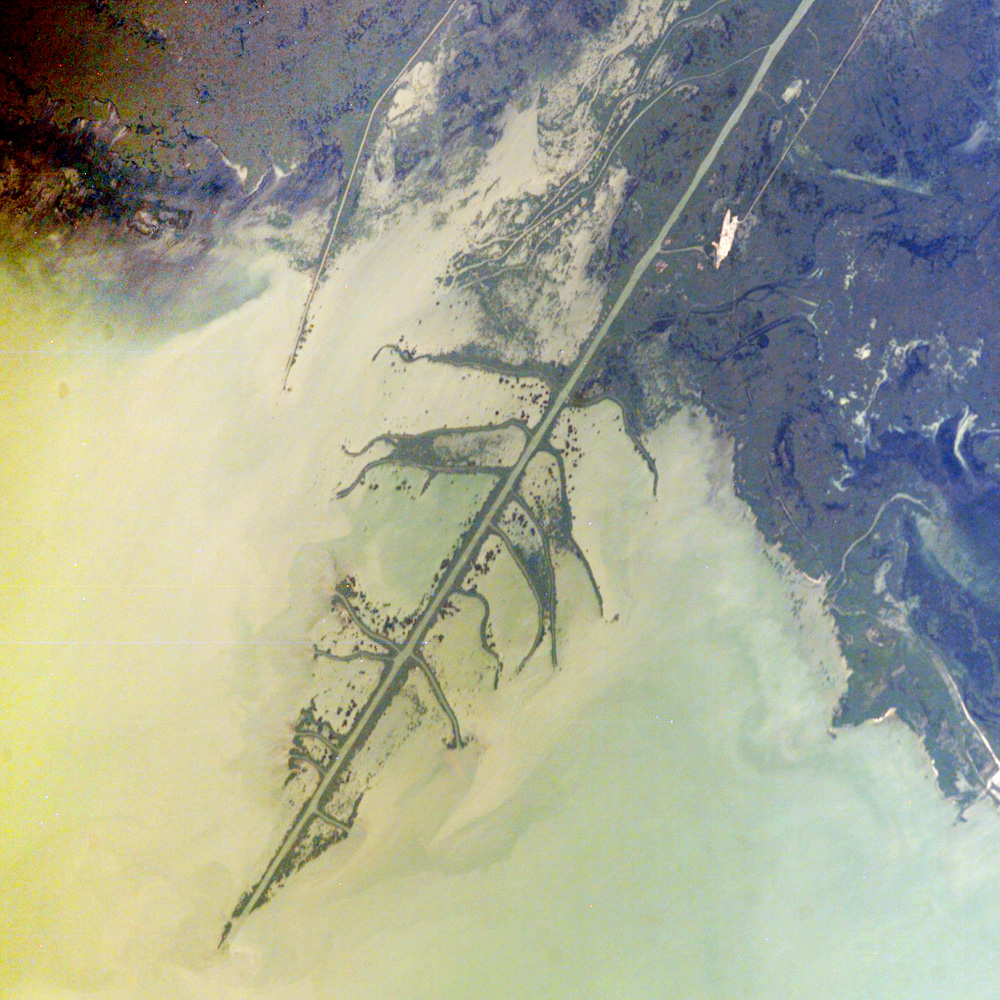
Дельта Урала

В странах СНГ, расположенных в основном южнее основного массива РФ, дельты рек имеют преимущественно южный степной (Украина) или пустынный характер (Казахстан, Узбекистан, Азербайджан). Дельты в таких местах, как и дельта Волги, складываются в условиях засушливого климата и целиком поддерживаются пресным притоком вод самой реки. В таких условиях формируются цепи тугайных лесов, плавни с зарослями камыша, тростника.
Подобные характеристики имеют дельты Днепра на Украине, а типичными примерами тугайных полупустынных и пустынных дельт — реки Средней Азии, в особенности Или со своими рукавами Жидели и Топар, а также (в сокращённом виде из-за интенсивной ирригации) дельты рек Сырдарьи и Амударьи у Аральского моря. Дельты среднеазиатских рек особенно богаты рыбой (судак, сазан, лещ, маринки, осман и т. д.) В тугайных лесах по берегам водится значительное количество дичи (особенно фазан), толай, кабан, корсак, сайгаки, камышовый кот.
Несколько особняком от полупустынных дельт стоят хорошо увлажняемые дельты Дуная (Украина) и низкие заболоченные дельты в устьях рек Колхидской низменности (Западная Грузия).

## Хозяйственное использование
Плодородие почв и увлажнённость придают высокую ценность значительной части земель многих долин, являющихся районами интенсивного земледелия (например, долины Нила, Хуанхэ, Ганга). Дельта Дуная внесена во Всемирное наследие ЮНЕСКО.